# Gmina Štore
Štore – gmina w środkowej Słowenii. W 2010 roku liczyła 4000 mieszkańców.

## Miejscowości
Miejscowości wchodzące w skład gminy Štore:

- Draga
- Javornik
- Kanjuce
- Kompole
- Laška vas pri Štorah
- Ogorevc
- Pečovje
- Prožinska vas
- Svetina
- Svetli Dol
- Šentjanž nad Štorami
- Štore – siedziba gminy